# Шишигина, Ольга Васильевна

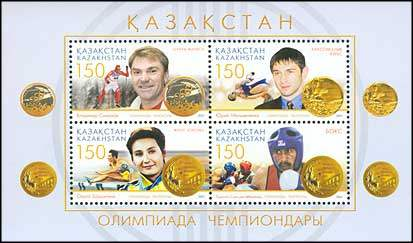
Почтовая марка Казахстана, 2007 год: Смирнов, Мельниченко, Шишигина, Ибраимов

Ольга Васильевна Шишигина (урожд. Куцакова) (род. 23 декабря 1968, Алма-Ата, Казахская ССР) — казахстанская легкоатлетка, олимпийская чемпионка (2000) и чемпионка мира в закрытых помещениях (1999) в беге на 100 метров с барьерами. Заслуженный мастер спорта Республики Казахстан (1999). Депутат Мажилиса Парламента Республики Казахстан V-VI созывов (2013—2021).

## Биография
В 1996−1998 годах была дисквалифицирована за применение допинга (станозолол).
В 2001 году Шишигина завоёвывает бронзовую медаль на чемпионате мира в канадском Эдмонтоне, после которого, в связи с травмами, пришлось уйти из большого спорта. Заведовала кафедрой лёгкой атлетики Казахской государственной Академии туризма и спорта. Инструктор по спорту пограничной службы КНБ Республики Казахстан. Подполковник.
С 22 января 2013 года — депутат Мажилиса Парламента Республики Казахстан пятого созыва, избрана по партийному списку партии «Нур Отан».

## Достижения
- 100 м с барьерами — 12,44 сек (рекорд Азии).
- Победа на Азиатских играх 1994 года в Хиросиме.
- Серебряные медали летнего (Гётеборг) и зимнего (Барселона) чемпионатов мира 1995 года.
- Золото чемпионата мира 1999 года в закрытом помещении (Маэбаси, Япония).
- Олимпийский триумф 2000 года в Сиднее.

## Награды
- 1999 — Орден «Курмет»;
- 2000 (12 декабря) — Орден «Барыс» I степени;[3]
- 2000 (27 декабря) — Государственная молодёжная премия «Дарын»;[4]
- 2005 (12 декабря) — Орден «Достык» 2-й степени;[5]
- 2014 (27 ноября) — Почётный знак «За заслуги в развитии физической культуры, спорта и туризма» (Межпарламентская ассамблея СНГ) — за значительный вклад в развитие физической культуры, спорта и туризма в государствах — участниках Содружества Независимых Государств, реализацию идей сотрудничества в сфере физической культуры, спорта и туризма[6].
- 2016 (19 мая) — Почётная грамота Совета МПА СНГ (Межпарламентская ассамблея СНГ) — за активное участие в деятельности Межпарламентской Ассамблеи и её органов, вклад в укрепление дружбы между народами государств — участников Содружества Независимых Государств[7].
- 2017 (27 марта) — Медаль «МПА СНГ. 25 лет» (Межпарламентская ассамблея СНГ) — за заслуги в деле развития и укрепления парламентаризма, за вклад в развитие и совершенствование правовых основ функционирования Содружества Независимых Государств, укрепление международных связей и межпарламентского сотрудничества[8].

Правительственные медали, в том числе:
- - Медаль «20 лет Конституции Республики Казахстан» (2015);
  - Медаль «25 лет независимости Республики Казахстан» (2016);
  - Медаль «20 лет Астане» (2018);
  - Медаль «25 лет Конституции Республики Казахстан» (2020);

## Персональные рекорды
На открытом воздухе
| Дисциплина        | Результат             | Дата         | Место              |
| ----------------- | --------------------- | ------------ | ------------------ |
| 100 м             | 11,13 с               | 27 мая 2000  | Алма-Ата Казахстан |
| 100 м с барьерами | 12,44 с (Рекорд Азии) | 27 июля 1995 | Люцерн Швейцария   |

В помещениях
| Дисциплина       | Результат            | Дата            | Место                    |
| ---------------- | -------------------- | --------------- | ------------------------ |
| 60 м             | 7,33 с               | 17 февраля 2002 | Бирмингем Великобритания |
| 50 м с барьерами | 6,70 с (Рекорд Азии) | 5 февраля 1999  | Будапешт Венгрия         |
| 60 м с барьерами | 7,82 с (Рекорд Азии) | 21 февраля 1999 | Льевен Франция           |

## Общественная деятельность
Посещение Казахского университета международных отношений и мировых языков имени Абылай-хана. 